# Les Demoiselles de Rochefort
Les Demoiselles de Rochefort (bra: Duas Garotas Românticas; prt: As Donzelas de Rochefort) é um filme francês de 1967 escrito e dirigido por Jacques Demy.

## Sinopse
Durante quatro dias um grupo de artistas chega a cidade francesa de Rochefort para a Festa do Mar. É a oportunidade de encontro ou reencontro de personagens como as irmãs gêmeas Delphine e Solange, que são professoras de balé e música na cidade mas que sonham em algo melhor numa grande cidade. Maxence é um marinheiro, que também é pintor, e sonha com a mulher ideal. Andy é um grande músico norte-americano que está na cidade a procura de um velho amigo de escola Simon Dame. Este é dono de uma loja de artigos musicais e ajuda Solange a se estabelecer em Paris. Segundo o próprio diretor, o que mais importa é o sentimento apaixonante e eufórico pelo qual este filme está carregado.

## Elenco
| Ator               | Personagem                                        | Dublagem canções   |
| ------------------ | ------------------------------------------------- | ------------------ |
| Catherine Deneuve  | Delphine Garnier, professora                      | Anne Germain       |
| George Chakiris    | Etienne, dançarino                                | Romuald Figuier    |
| Françoise Dorléac  | Solange Garnier, professora                       | Claude Parent      |
| Jacques Perrin     | Maxence, marinheiro                               | Jacques Revaux     |
| Michel Piccoli     | Simon Dame, lojista                               | Georges Blaness    |
| Gene Kelly         | Andy Miller, compositor                           | Donald Burke       |
| Danielle Darrieux  | Yvonne Garnier, mãe de Delphine, Solange e Boubou | Ela mesma          |
| Jacques Riberolles | Guillaume, marchand                               | Jean Stout         |
| Grover Dale        | Bill, dançarino                                   | José Bartel        |
| Geneviève Thénier  | Josette, garçonete                                | Alice Herald       |
| Pamela Hart        | Judith, dançarina                                 | Christiane Legrand |
| Leslie North       | Esther, dançarina                                 | Claudine Meunier   |
| Patrick Jeantet    | Boubou, menino                                    | Olivier Bonnet     |
| Henri Cremieux     | Subtil Dutrouz                                    | —                  |

## Produção
Norman Maen cuidou da coreografia. As filmagens foram realizadas realmente na cidade de Rochefort. As cenas cantadas foram dubladas por outros artistas, exceto as de Danielle Darrieux. Catherine Deneuve e Françoise Dorléac que interpretaram irmãs no filme, o eram também na vida real.

## Trilha sonora
Michel Legrand foi o responsável pela trilha sonora e Jacques Demy escreveu as canções. O disco com a trilha original foi lançado em 1968 pela gravadora Philips. Legrand e Demy foram indicados ao Oscar de melhor banda sonora de 1968 na categoria de trilha sonora original ou adaptada de filme musical. O vencedor foi Johnny Green pelo filme Oliver!
| N.º | Título                             | Letras       | Vocais       | Duração |  |
| 1.  | "Arrivee des camionneurs"          |              | Instrumental | 03:15   |  |
| 2.  | "Chanson de Maxence"               | Jacques Demy |              | 03:21   |  |
| 3.  | "De Delphine a Lancien"            | Jacques Demy |              | 02:55   |  |
| 4.  | "Marins, Amis, Amants Ou Maris"    | Jacques Demy |              | 03:40   |  |
| 5.  | "Chanson de Simon"                 | Jacques Demy |              | 02:20   |  |
| 6.  | "La femme coupée en morceaux"      | Jacques Demy |              | 02:18   |  |
| 7.  | "La chanson d'un jour d'été"       | Jacques Demy |              | 03:16   |  |
| 8.  | "Chanson des jumelles"             | Jacques Demy |              | 03:29   |  |
| 9.  | "La chanson d'Andy"                | Jacques Demy |              | 02:08   |  |
| 10. | "Chanson de Solange"               | Jacques Demy |              | 02:33   |  |
| 11. | "Chanson De Delphine"              | Jacques Demy |              | 03:32   |  |
| 12. | "Nous voyageons de ville en ville" | Jacques Demy |              | 02:44   |  |
| 13. | "Chanson d'Yvonne"                 | Jacques Demy |              | 01:43   |  |
| 14. | "Toujours-Jamais"                  | Jacques Demy |              | 03:25   |  |
| 15. | "Départ des camionneurs"           |              | Instrumental | 01:50   |  |

## Homenagem e restauração
Em 1993 Agnès Varda, esposa do diretor Demy, lançou o documentário "Les demoiselles ont eu 25 ans" em homenagem aos vinte e cinco anos do lançamento do filme. O filme foi restaurado em 1996, e em setembro de 2010 foi lançada a versão em blu-ray.